# Демерара
Демера́ра (англ. Demerara) — река на востоке Гайаны. Впадает в Атлантический океан около Джорджтауна. Длина реки — 350 км. Площадь водосборного бассейна — 6000 км².
Название реки происходит от старой голландской колонии Демерара и означает «река сахарного дерева».
Течёт на север. В долине реки — влажные тропические леса. Летние паводки. Судоходна на 160 км от устья.
В долине Демерары расположены месторождения бокситов.